# 也门
也門共和國（阿拉伯語：الجمهورية اليمنية），通稱葉門（羅馬化：al-Yaman），為西南亞國家，阿拉伯海和紅海邊緣，與阿曼和沙烏地阿拉伯接壤，首都為沙那。1990年5月22日由阿拉伯也门共和国（北也門）和也门民主人民共和国（南也門）兩政權合併而成，然而2014年起爆發內戰，至今也門被分為也門政府、胡塞武裝及阿拉伯半岛基地组织等勢力個別控制。
國名在阿拉伯語中為「右側」（يمن，yaman）加上冠詞而成，因其地處麥加南方，當面朝日出的方向時，也門位於右側。

## 历史
距今約二千八百年前的旧约时代，也门成为示巴王国，圣经中还记载有示巴女王和以色列所罗门王的交往故事。后来，7世纪時为阿拉伯帝国的一部分。
1839年英国占领亚丁港，同年九月在南也门建立亞丁殖民地。1863年－1882年吞并南部哈德拉毛等30多个酋长领地，组成亚丁保护地。1918年北也門脫離鄂圖曼帝國宣佈獨立，成立了也门穆塔瓦基利亚王国。1962年發生革命，建立阿拉伯也門共和國，奉行親西方政策。1967年英国撤出，南也门人民共和国成立。1970年，改名为也门民主人民共和国，开始奉行亲苏联的社会主义；亦成為中東和阿拉伯國家當中的唯一一個社会主義國家。
冷戰時期，北、南也門兩個政權分立。1989年11月，北也門總統阿里·阿卜杜拉·薩利赫與南也門領導人、也門社會黨總書記阿里·薩利姆·比德，共同接受1981年草擬的統一憲法草案。1990年5月22日，北、南也門宣佈統一，組建成立也門共和國。1994年5月，也門北、南方領導人在統一等問題上矛盾激化，南部再度宣佈獨立為也門民主共和國。隨即爆發內戰。7月內戰結束，南方軍隊失敗，也門再度統一。
1999年，也門總統選舉舉行，由原北也門總統阿里·阿卜杜拉·薩利赫當選。2006年9月20日，也門總統選舉舉行。阿里·阿卜杜拉·薩利赫當選連任。2007年3月31日，總統薩利赫任命阿里·穆罕默德·穆賈瓦爾為政府總理。當地分離主義及恐怖主義盛行，造成恐怖襲擊事件頻傳。
2011年1月23日，伴隨著阿拉伯之春浪潮，也門首都數千人參加抗議活動，反對日前通過的憲法修正案，理由是薩利赫有可能成為終身總統。這項憲法修正案，取消總統只能擔任2個任期、每個任期7年的條款，將總統任期改為5年，且總統有權提名自己無限期連任。
2011年11月23日，薩利赫在沙烏地阿拉伯首都利雅德的王宮簽署由海合會和聯合國斡旋下達成的協議辭去總統之職。12月7日，南也门军官出身的副總統阿卜杜·拉布·曼蘇爾·哈迪發佈國令宣佈成立過渡性的由34位部長組成的民族團結政府。執政的全國人民大會黨與反對黨平分這34個職位：國防部、外交部、石油和礦業部，通訊和資訊技術部，宗教基金和宗教指導部等部長由全國人民大會黨成員擔任；內政部、財政部、國際計畫和合作部、司法部、新聞部等部長由反對黨聯盟的成員擔任。
2015年1月20日，政府軍與胡塞武裝組織再爆發衝突，1月22日叛軍挾持的也門總統哈迪宣布辭職，但也门议会拒絕了其遞交的辭呈。也門議會23日召開緊急會議，商討如何應對政治后果。2月21日，哈迪逃离首都萨那，前往原南也门的首都亚丁，随后他收回之前的辞呈，海湾阿拉伯国家合作委员会成员国纷纷将使馆迁至亚丁，以表示对哈迪的支持。3月26日，以沙特阿拉伯為首的多國聯軍發起果斷風暴行動，針對胡塞武裝目標的持續空襲開始。
外界普遍擔憂，這個貧困阿拉伯國家將會再陷三分局面，停戰無期。也門至少將再分裂為三：胡塞武裝勢力以北方為大本營。而包括亞丁在內的南也門四省已表示，他們將挑戰來自首都薩那的軍事命令，拒絕胡塞武裝的指揮，在胡塞武裝崛起前，勢力強大的南也門已要求自治，或是重返1990年和北也門合併組成也門共和國之前的獨立地位。而南葉門部分地區則為阿拉伯半岛基地组织的勢力範圍；阿拉伯半岛基地组织曾策動襲擊巴黎查理周刊恐襲案。

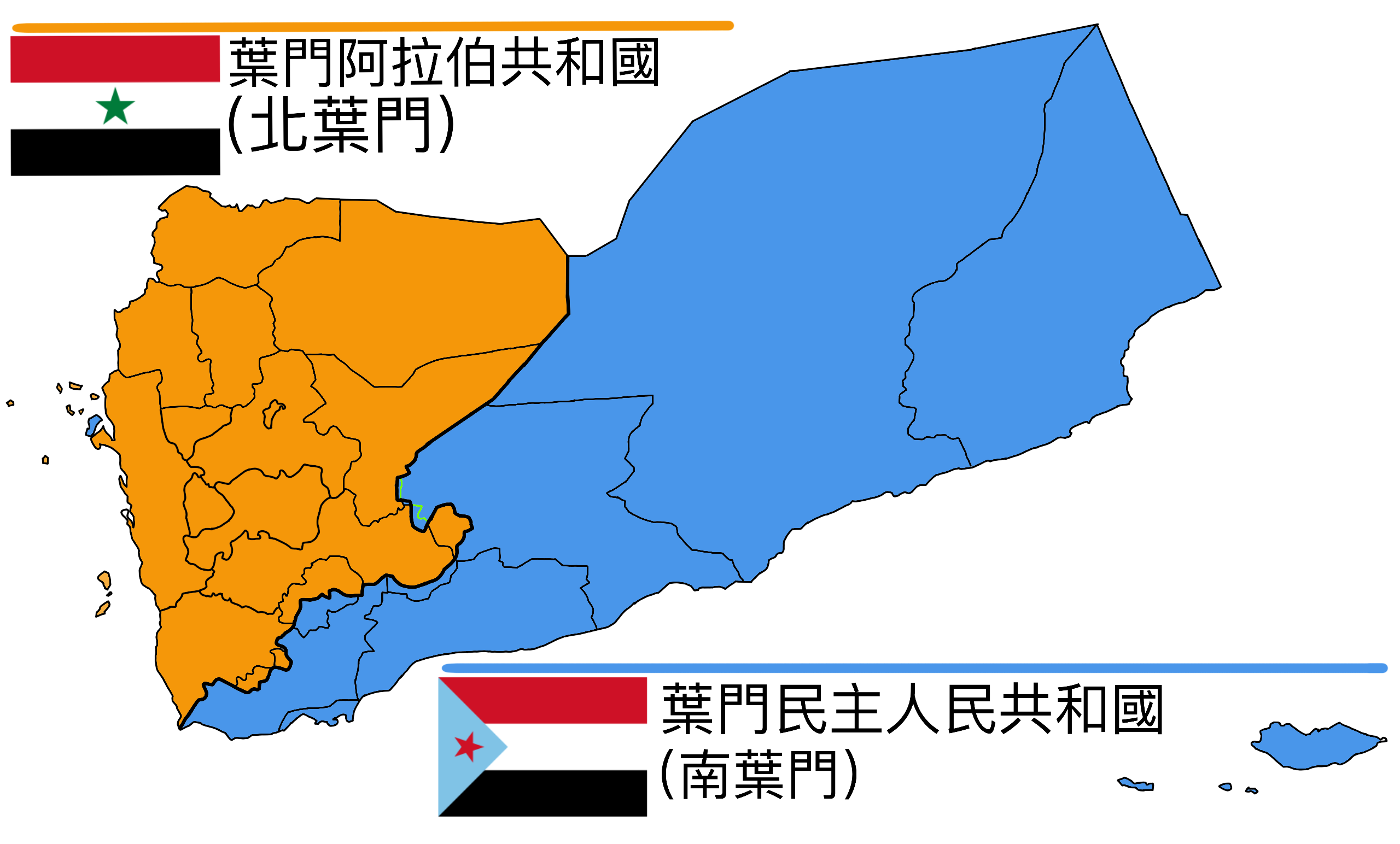
1990年前的南葉門（藍色）和北葉門（橙色）

2024年3月也门局势
也门政府（总统领导委员会）控制
最高政治委員會和胡塞运动控制
南方過渡委員會控制（親政府）
國家抵抗運動控制（親政府）
哈德拉米精銳部隊控制（親政府）
阿拉伯半岛基地组织和伊斯兰教法虔信者控制

## 地理
也門南鄰阿拉伯海，海岸線長1,906公里；東與阿曼接壤，北與沙烏地阿拉伯接壤，邊界長1,746公里（與阿曼邊界288公里，與沙烏地阿拉伯邊界1,458公里），面積約455,503平方公里。
也門以山地高原為主，多沙漠和半沙漠，哈杜爾舒艾蔔峰（海拔3,666米）是全國最高峰。西部沿海地帶與漢志類似，均濕熱，葉門降水量由西部沿岸之每年 100 mm（3.9英寸） 遽增至塔伊茲之年降水量大約 660 mm（26.0英寸） 及於伊卜超過 700 mm（27.6英寸），故此西部山區地帶比較適宜人類居住；而東部則屬於極乾旱的荒涼沙漠地帶。
索科特拉島主要地區年降雨量只有約200毫米，島上亦有個別地區之年降雨量達1,000毫米。

### 资源
也门主要矿石资源有石油、煤、金、铅、镍和铜；非矿石资源有岩盐、大理石；此外也门沿海还有一些渔业资源。

### 环境
也门耕地占国土总面积不足3%，虽然也门人曾经是一个农业民族，但今天他们的土地由于缺水并不适宜农耕，因此粮食不能自给。也门在夏季有着沙漠中常见的沙尘暴，而由于过度放牧，沙漠化日渐严重。

## 政治
也门是一个实行总统制的共和国。总统为国家元首，总统任期为7年，可以連任，并有解散议会的权力；总理是政府首脑。总理由总统任命，履行职责。现任总理是迈茵·阿卜杜勒马利克·赛义德。
也门将行联邦制，全国共分为6个地区，其中北方4个地区，南方2个地区。
也门议会实行两院制：众议院有301个席位，由全民选举产生；协商会议有111个席位，任命产生。两院每6年选举一次。
参与总统选举的候选人至少是两位，且每位必须至少获得15个众议院议员的支持，全民投票产生，任期为7年，一人最多可连任一次。总理由总统任命，且必须获得众议院三分之二的通过才可上任。选民需年满18岁。
也門憲法明確了司法機關的獨立性，伊斯蘭教法在該國的司法審判中起著非常關鍵的作用。
阿里·阿卜杜拉·薩利赫是1999年也門重新統一後實行全民選舉以來的首位民選總統，不過他從1978到1990年任北也門總統，並在共和國于1990年成立後就任第一任總統。在2006年總統選舉中他又獲勝所以一直持續任職到現在，更計畫到2013年後再連選連任。因此國際觀察家評論薩利赫的連任成功表明也門是“部分自由”（partly free）的國家——選舉過程存在一些暴力，對出版自由的侵犯和欺騙等違法行為。
2003年4月也门进行了众议院选举，萨利赫领导的全国人民大会占据代表会议总共301席中的238席，因此该党是执政党。其他党派——也门改革集团获得46席，也门社会党获得8席，纳赛尔主义统一人民组织获得3席，阿拉伯复兴社会党—也门地区获得2席，独立候选人获得4席。
2011年1月開始，由於也門國內多年來失業率嚴重、經濟狀況不佳、政治腐敗嚴重以及對薩利赫長期執政的不滿，在突尼斯和埃及等阿拉伯國家民主運動的波及下，也門國內也爆發了反對政府的示威活動，他們要求現任的政府領導人下臺，尤其是當政多年的總統薩利赫。後來隨著雙方衝突的加劇和傷亡人數的增多，反政府的力量進一步擴大，最終導致部落武裝與政府軍在首都於5月下旬開始交戰。
根據2011年7月11日的外電報導，日前南蘇丹成功自蘇丹獨立，葉門南部也開始醞釀起獨立風潮。總統薩利赫上月遭襲擊，前往沙烏地阿拉伯就醫，中央政府疲於應付北部民主派抗爭與南部激進伊斯蘭好戰團體，軍方分崩離析，激烈對立。
2007年創建的分離組織「南葉門運動」（Al Harak，簡稱南運）趁機坐大，力圖恢復南部獨立。「南葉門運動」領袖表示南葉門的「政治運作與政府基礎建制已經就緒」。
2011年10月8日外電報導，總統薩利赫透過國營電視台發表演說，宣稱即將下台。然而掌權33年的薩利赫也表明，不會把權力交給敵人。面對群眾示威和部隊接二連三反叛，薩利赫過去曾數次說要辭職，但都在最後一刻作罷。
2011年11月24日，動盪不安的動亂出現轉機，執政33年的總統薩利赫於23日在沙烏地阿拉伯首都利雅德簽署協議，將政權移交給副總統哈迪，以換取他本人及親屬免受起訴的司法豁免權。但仍有民眾不滿，高舉著「兇手不得豁免，叛徒不能保障」（"No immunity for murderers, no guarantee for the betrayer."）的標語，在街頭示威抗議。根據協議，所有的政權一律移交給副總統哈迪，薩利赫擔任無任何實權的榮譽總統，為期90天；之後副總統哈迪將擔任過渡時期總統，由朝野政黨組成新政府，舉行總統選舉。2012年2月25日薩利赫正式移交權力，前往紐約治療，而哈迪稍後在無反對黨競爭下當選總統。
2014年9月起葉門陷入教派戰亂，伊朗支持的什葉派胡賽武裝攻下總統府，同時遜尼派激進基地組織也趁機擴大地盤控制石油產區，政府軍則相機反攻，整個葉門陷入三支軍力大混戰，平民死傷慘重。2015年3月底起，沙烏地阿拉伯和埃及為主要力量下集結了十餘國遜尼派聯軍，開始攻擊胡賽武裝奪回總統府和附近區域，戰亂中多國撤僑。

## 行政区划

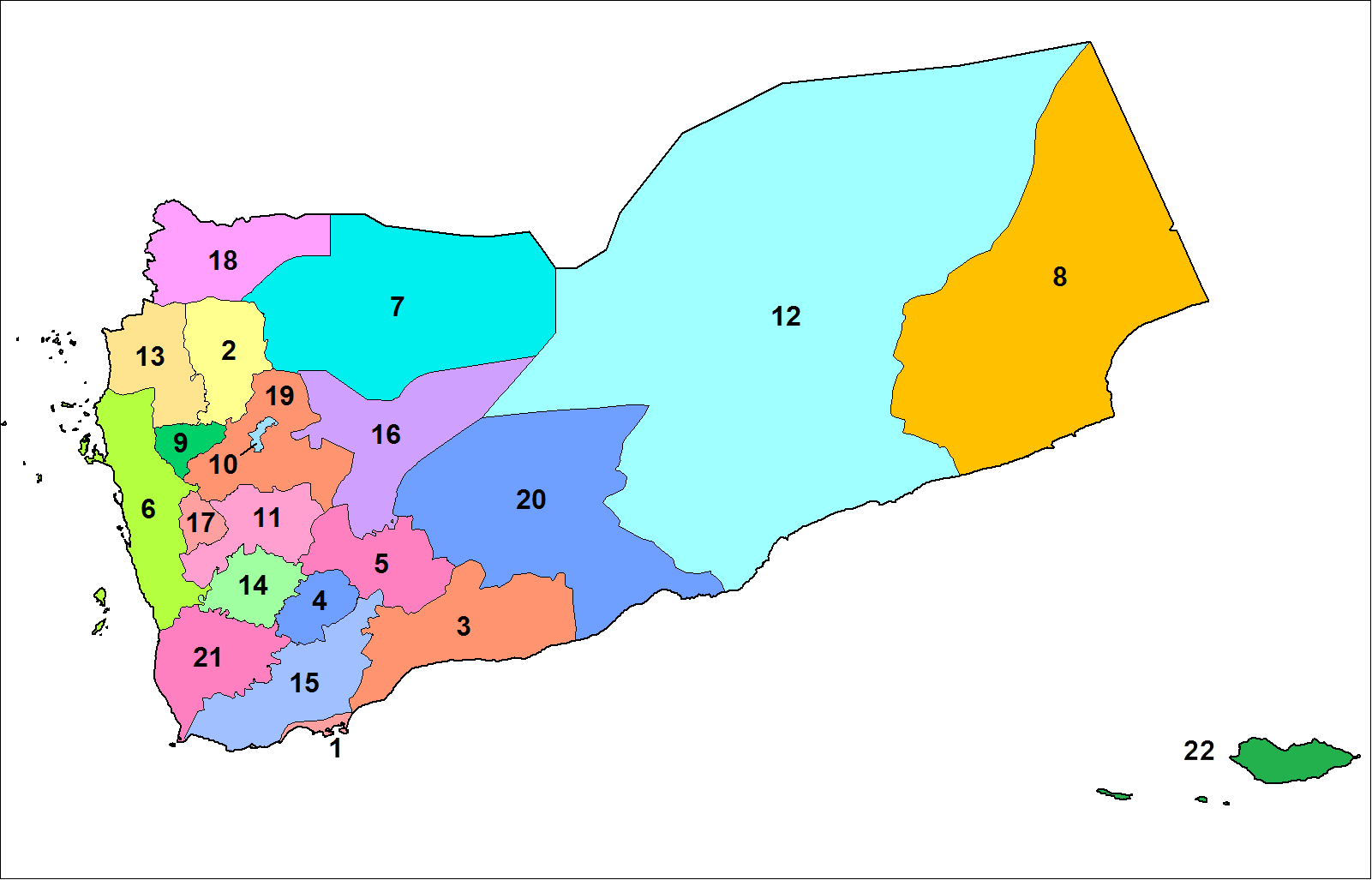
也门行政区划

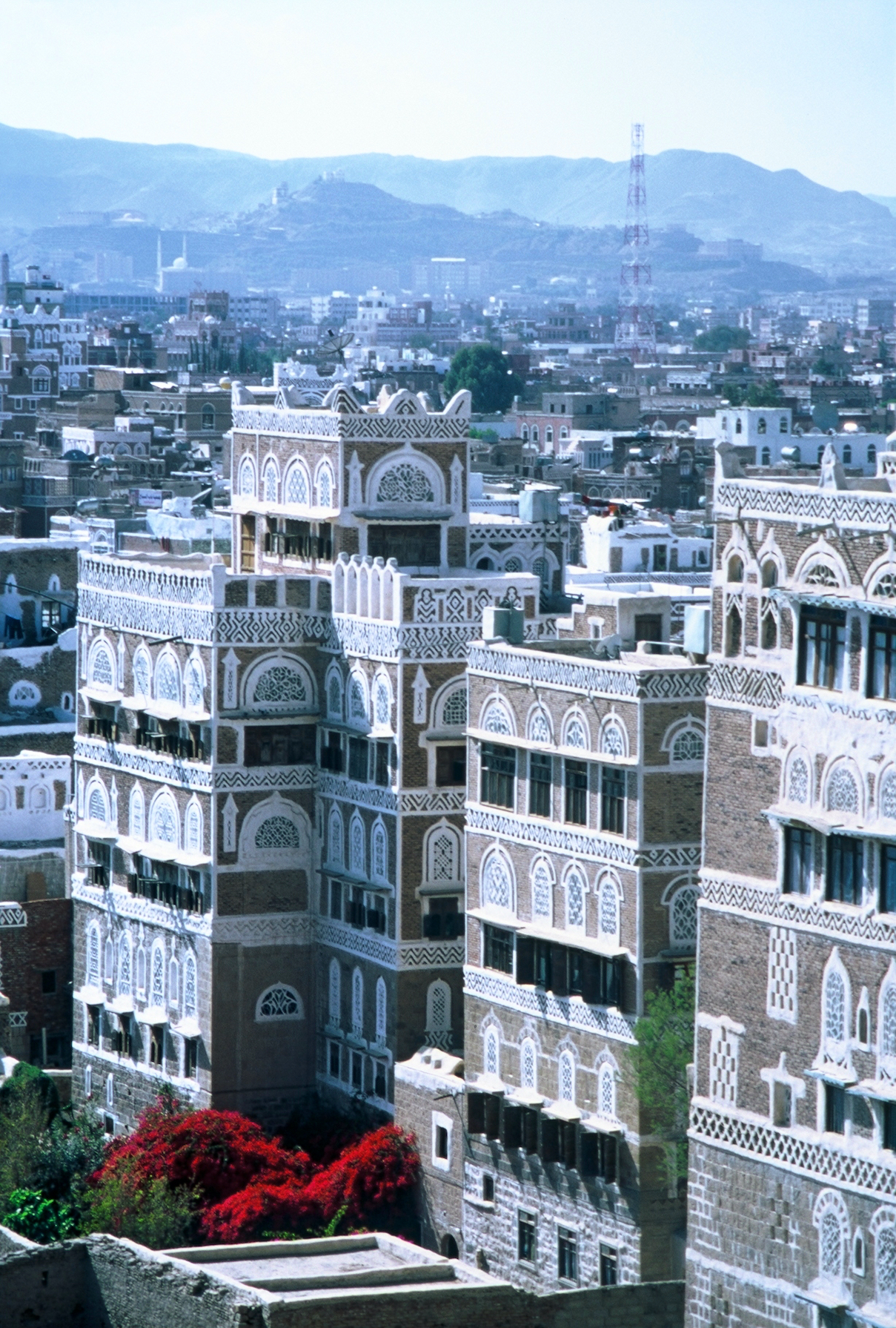
首都萨那

也门共有21个省和1个直辖市：
1. 亚丁省（Adan）
2. 阿姆兰省（Amrān）
3. 阿比扬省（Abyān）
4. 达利阿省（Ad-Dāli）
5. 贝达省（Al-Baydā）
6. 荷台达省（Al-Hudaydah）
7. 焦夫省（Al-Jawf）
8. 迈赫拉省（Al-Mahrah）
9. 迈赫维特省（Al-Mahwīt）
10. 萨那直轄市（Sana'a）
11. 扎马尔省（Dhamār）
12. 哈德拉毛省（Hadramawt）
13. 哈杰省（Hajjah）
14. 伊卜省（Ibb）
15. 拉赫季省（Lahij）
16. 馬里卜省（Ma'rib）
17. 赖马省（Raimah）
18. 萨达省（Sa'dah）
19. 萨那省（San'ā）
20. 舍卜沃省（Shabwah）
21. 塔伊兹省（Ta'izz）
22. 索科特拉省（Suqutra）

## 人口与宗教

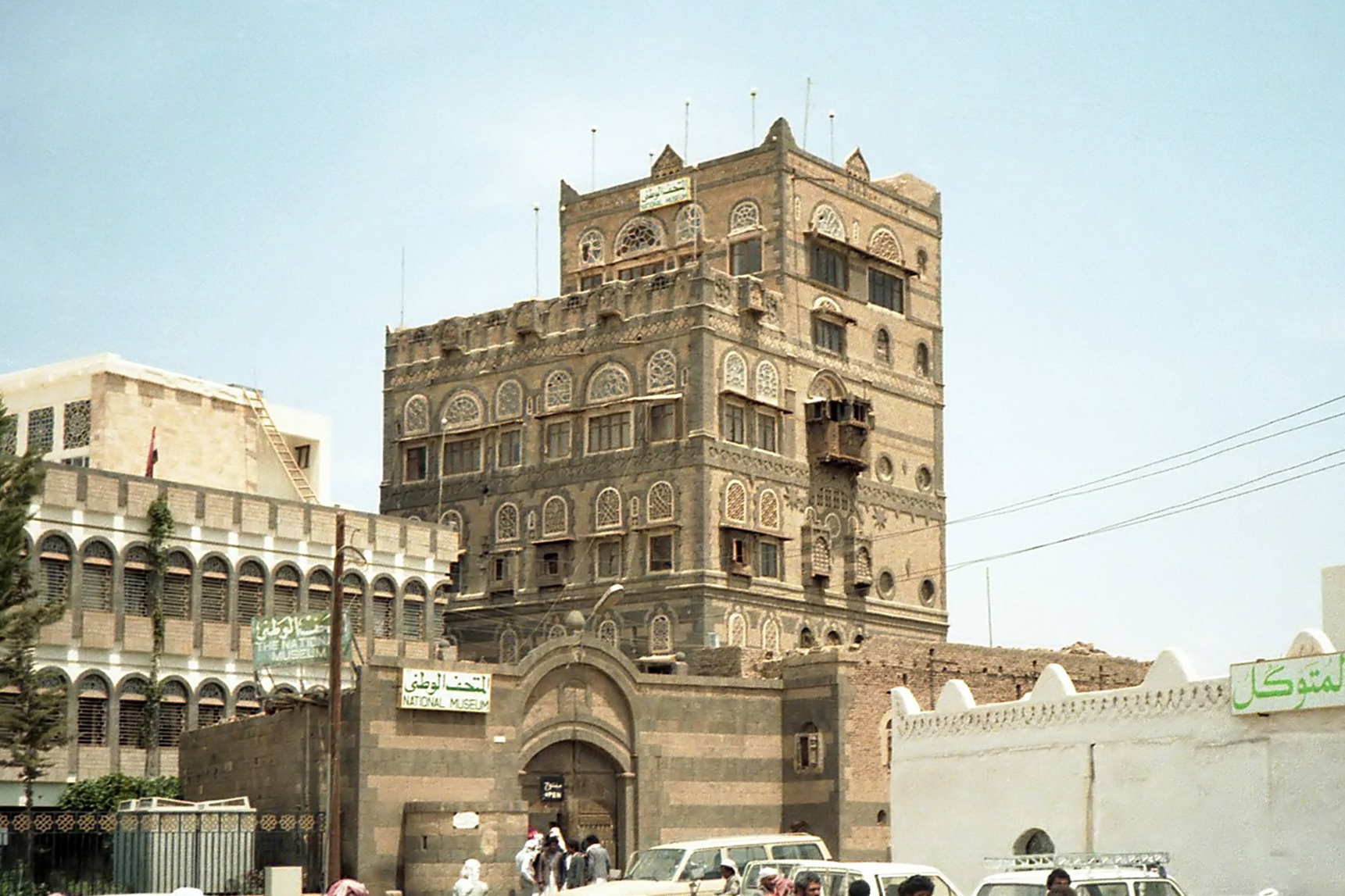
位於沙那的國家博物館

有约3,000萬人（2021年），绝大多数是阿拉伯人，官方语言为阿拉伯语，通用英语。 
2023年估計，約有3,427萬7,612人。 
也門在1950年的人口只有431萬人。預計到2050年也門人口將會增長至6,000萬人。也門人有高生育率，平均每個女性生育4.45個孩子。
伊斯兰教为国教，逊尼派约占穆斯林人口的65%，什叶派约占35%。逊尼派穆斯林主要奉行沙斐仪教法学派，但奉行马立克和罕百里教法的信徒也不在少数。什叶派穆斯林中多属于宰德派，也有部分十二伊玛目派和伊斯玛仪派的信仰者。也門也是苏菲派盛行的地方，中国西北回民馬來遲的虎夫耶苏菲和馬明心的哲合忍耶苏菲也是由也門的納克什班迪教团傳授而来的。也门有1%左右的居民并非穆斯林，他们信仰基督宗教、犹太教、印度教或无神论。

## 经济
由于长期经历战乱，也门為一貧窮的阿拉伯国家，主要倚赖石油收入，是世界上经济最落后的国家之一，經濟水平與陸地接壤的沙烏地阿拉伯和阿曼相距甚大，卻與一海之隔的東非國家更接近，也门也是西亞唯一入列的最低度開發國家 。
糧食常不能自給，約1/2依靠進口，棉花品質良好，每年有大量出口。咖啡種植面積很大，占重要地位。政府重視農業生產，擴大農業貸款，興修水利，以實現糧食、蔬菜、水果自給。但也门的大量土地被用来种植具有成瘾性、对健康造成危害的阿拉伯茶。据世界银行于2007年的报告，阿拉伯茶叶产业贡献了6%的国内生产总值以及14%的就业岗位。茶叶开支占到家庭预算的10%，从而影响了基本的食物、教育和健康方面的开支。而阿拉伯茶需要大量水灌溉，这进一步消耗了也门原本贫乏的水资源。
近海水產資源豐富，有鮪魚、沙丁魚等多個品種。
大力開發石油和其他礦產資源。鼓勵發展民族資本。對外實行開放，注意吸引僑匯和利用外資、外援。近年，政府致力於減少預算赤字和政府開支，努力控制通貨膨脹，穩定物價，提高人民生活水準。政府極為重視石油的勘探和生產，建國之後既開始開發石油，力圖通過加強和發展生產力以及開發石油和礦產克服經濟危機，並頒佈新的投資法和將亞丁市建為自由經濟區，以吸引外資，然而到1998年碰到油價低潮。油價回升之後，也門政府嚴控消費繼續發展基礎工業。但海灣戰爭帶來的失業、僑匯銳減以及1994年內戰讓也門經濟造成的破壞和損失，仍影響著也門的經濟發展。也門人口增長率高達3.4%，政府開支增長很快。
1995年3月，政府開始實行為期三年的經濟改革計畫，主要內容是減少政府開支緊縮財政，加強稅收，取消對部分生活必需品的補貼等。
該國主要出口石油、咖啡、棉花、皮革、鹽礦石、尼龍製品和魚、蝦產品；進口糧食、糖、建築材料、運輸工具、機械設備、輕工產品。交易夥伴主要為美國、阿聯酋、意大利和沙特。

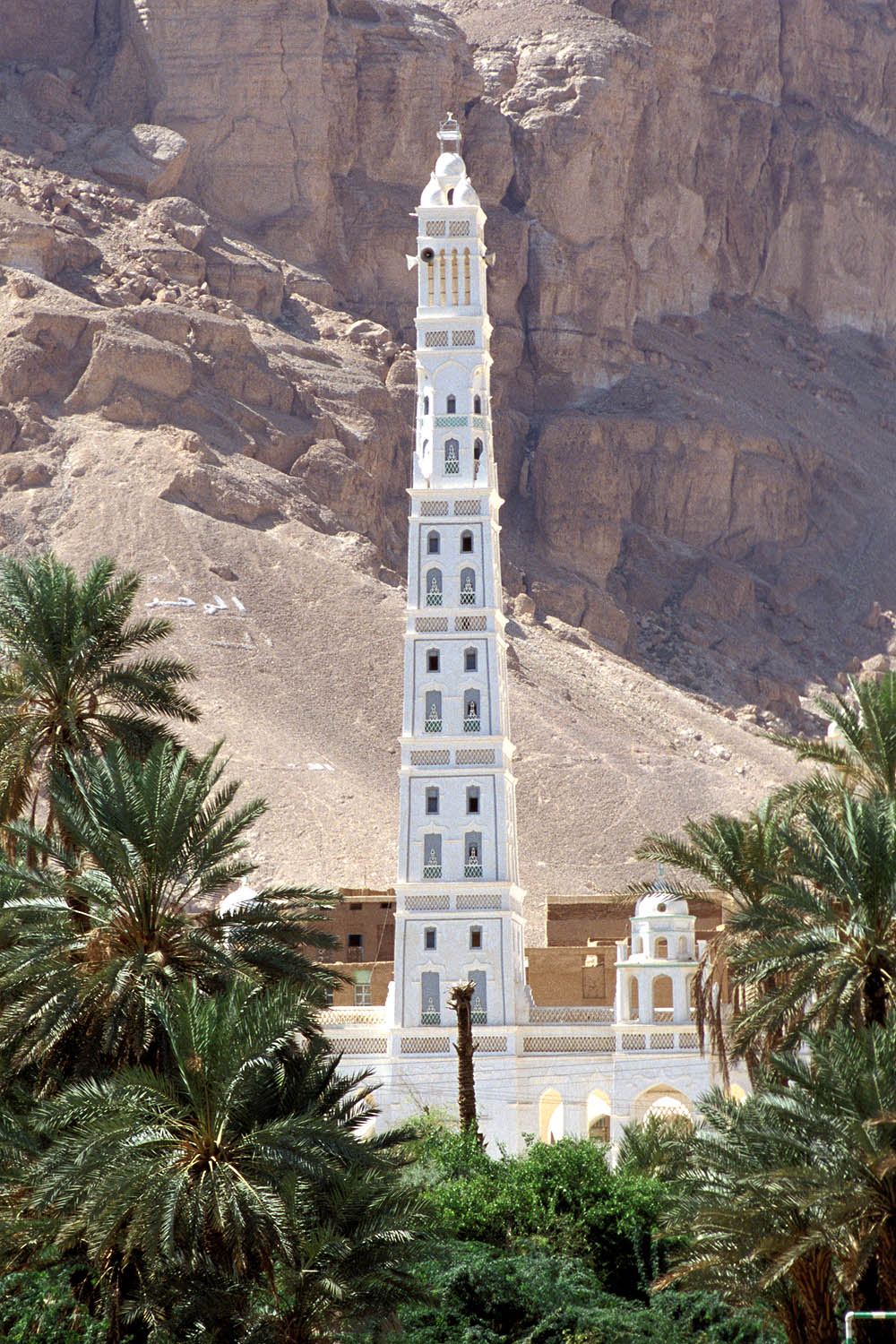
也门叫拜樓
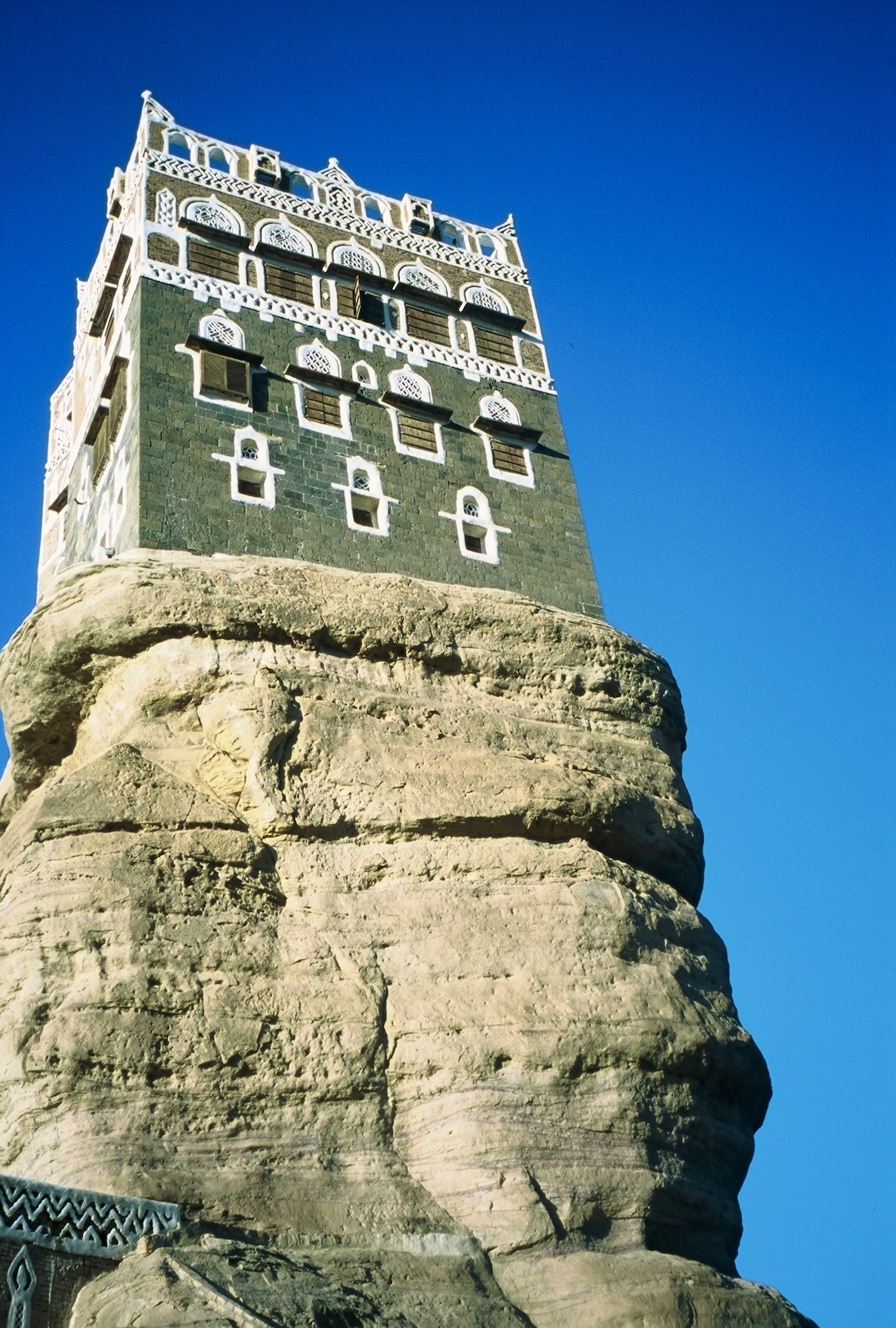
达哈谷
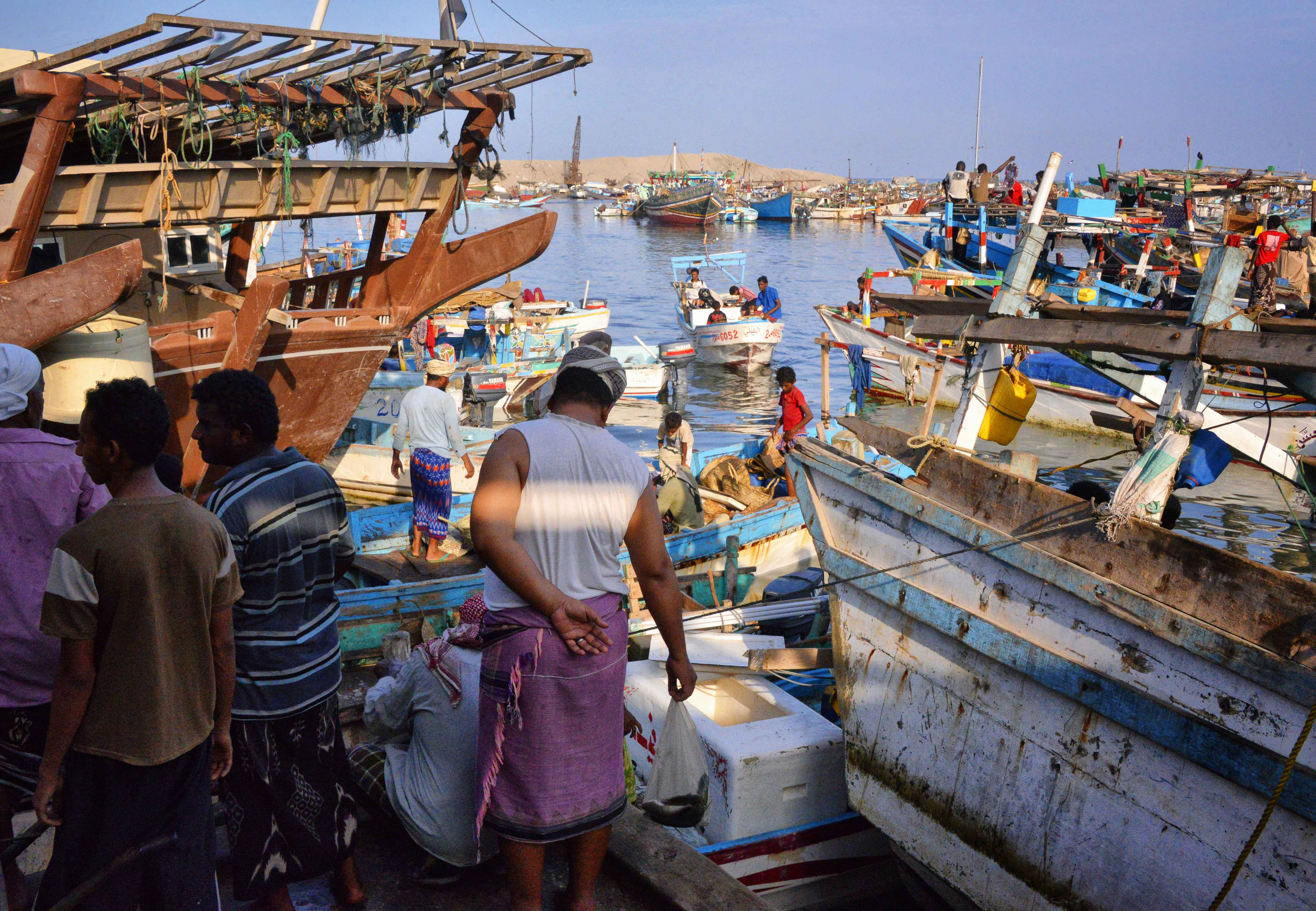
漁業市場
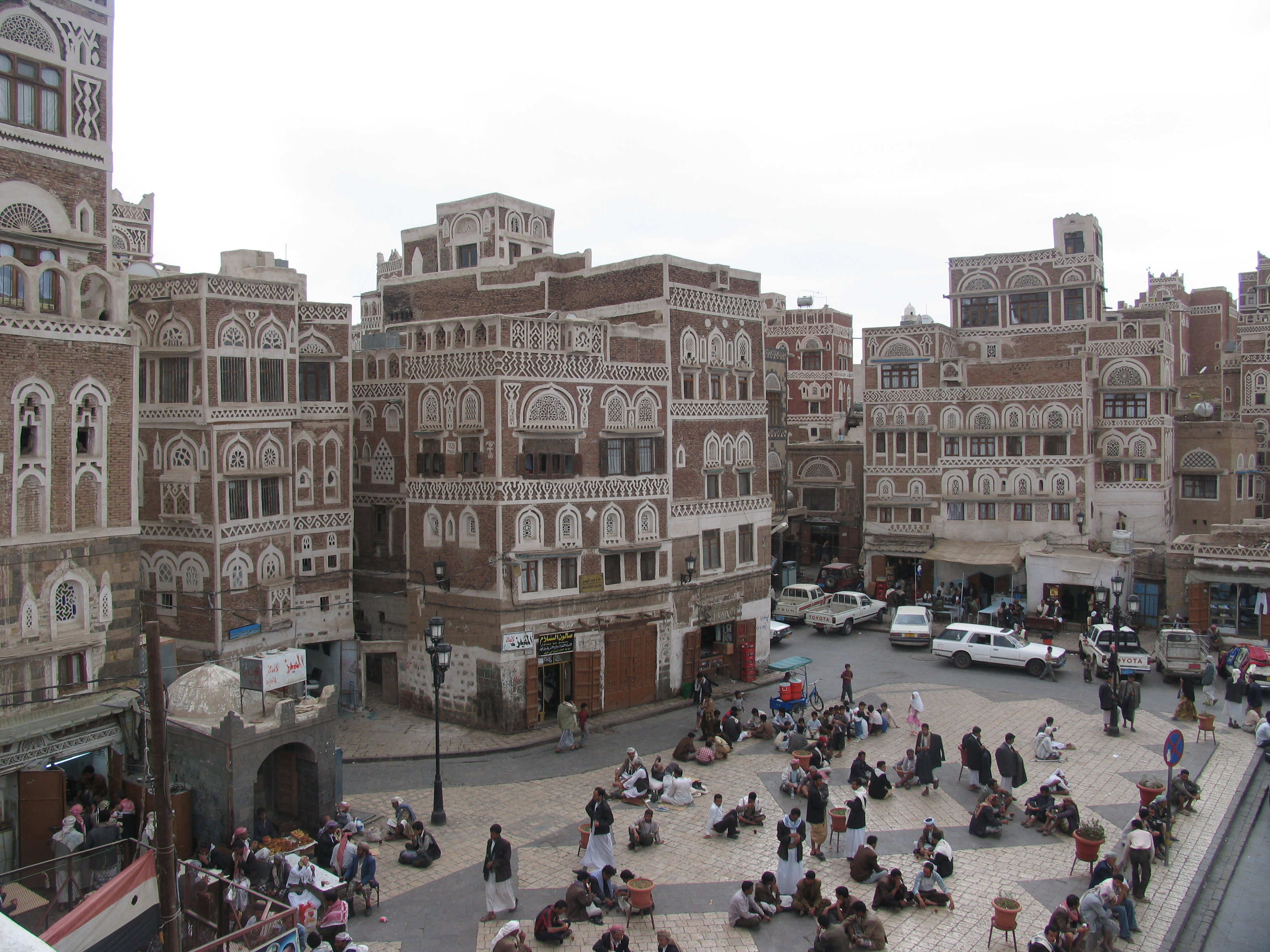
萨那廣場
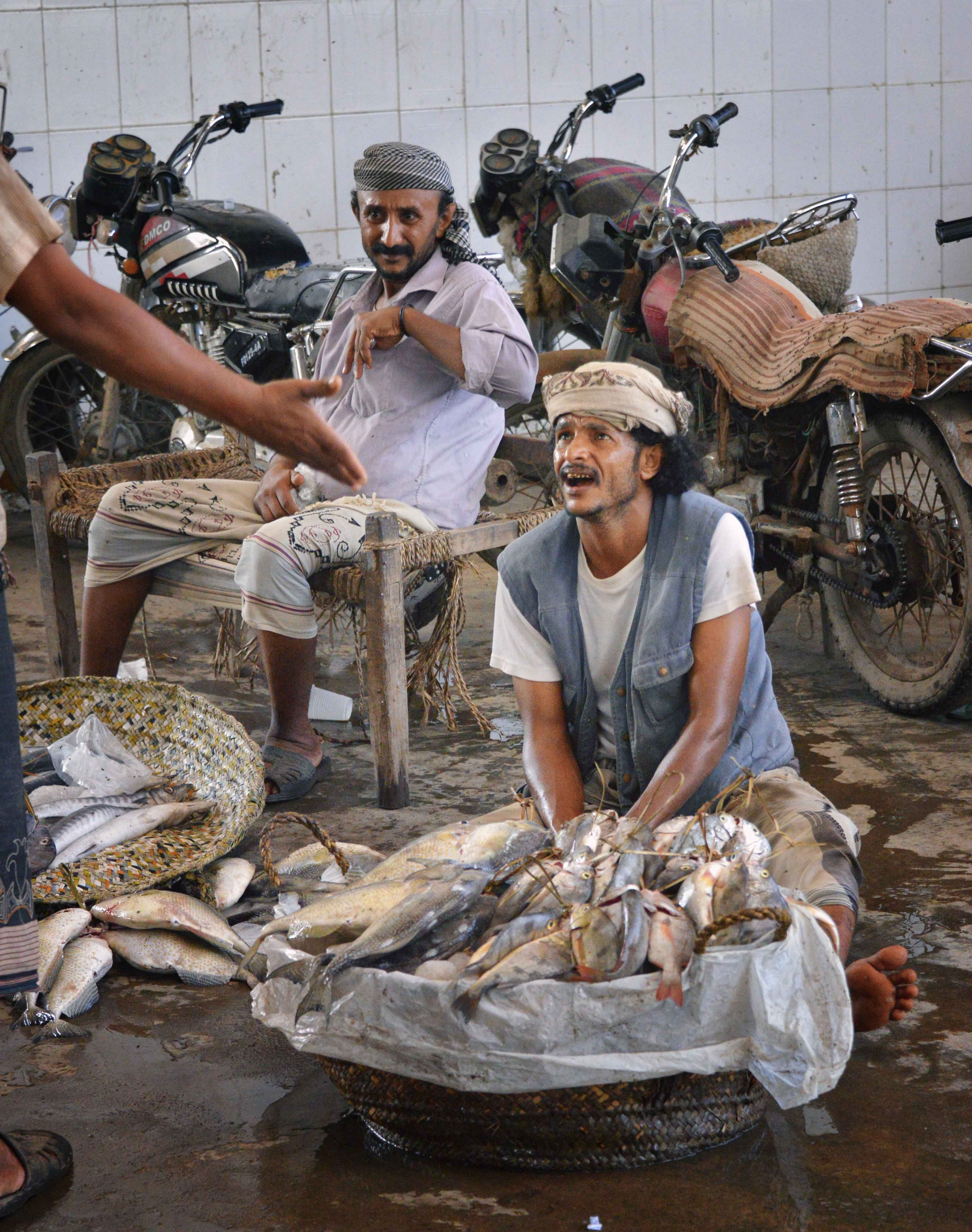
地攤商人
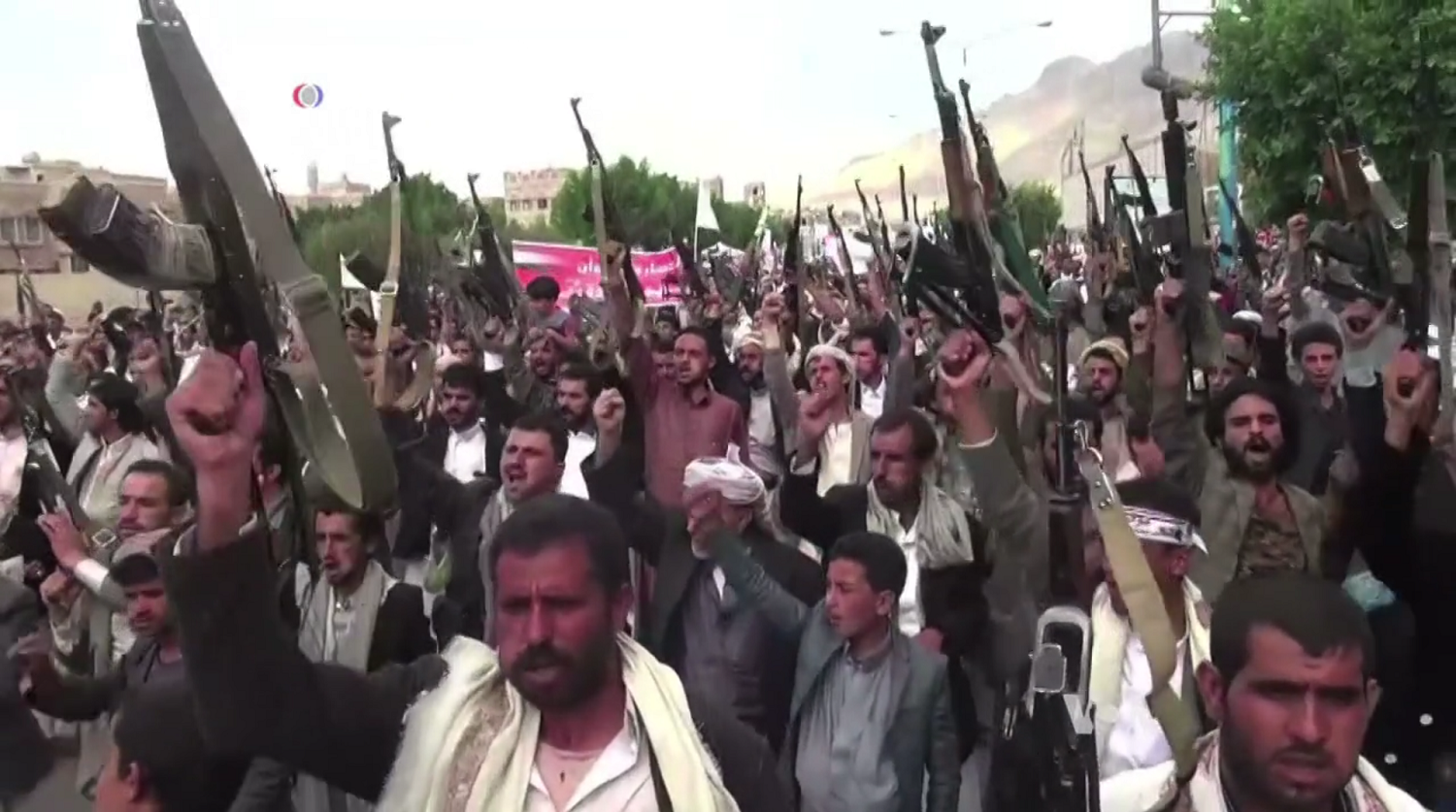
什葉派的胡賽軍

## 文化与节日

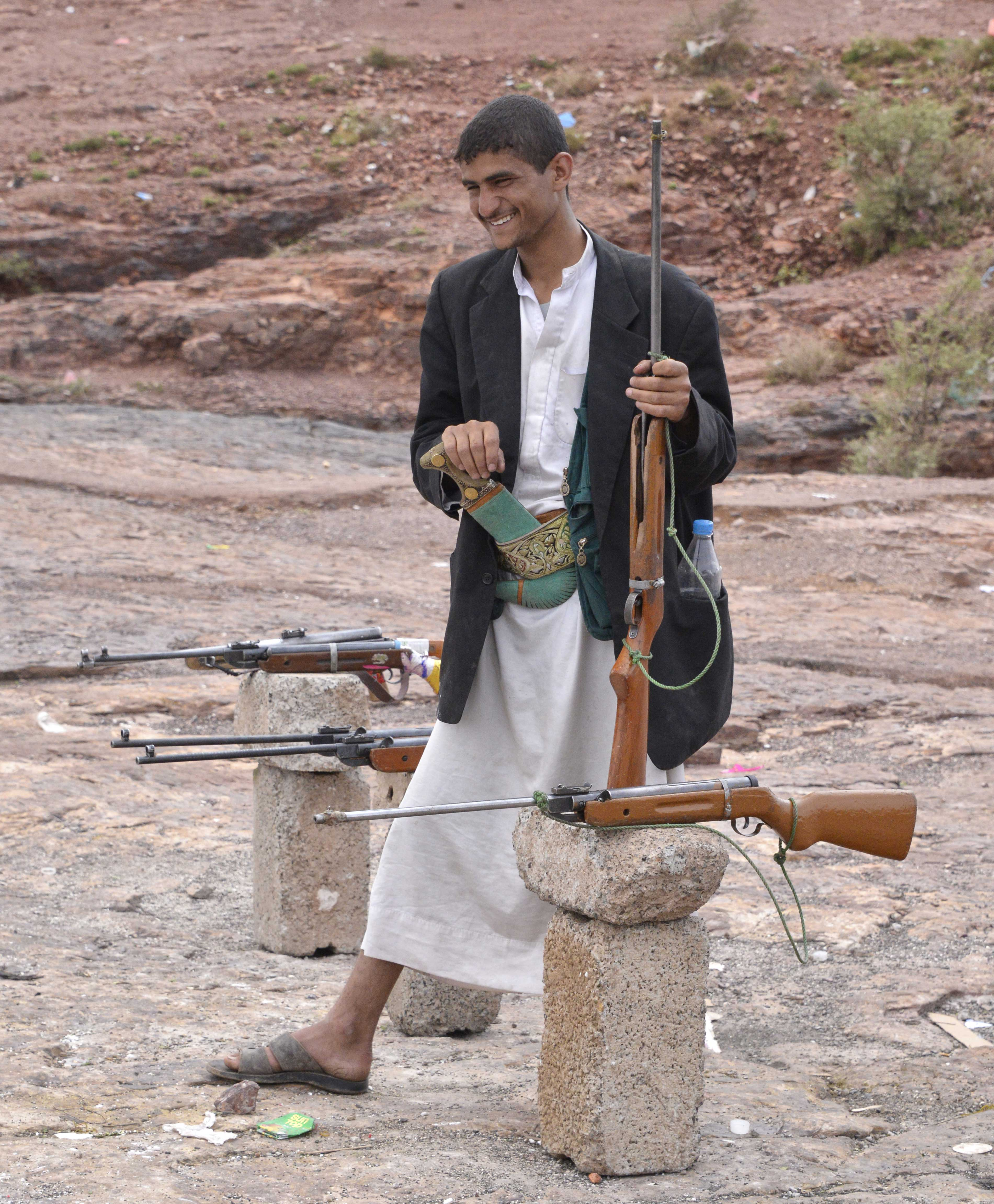
經營射擊場的青年

### 童婚文化
葉門相當貧窮，也是個童婚盛行的國家，因此有著「交換婚姻制度」，因為要節省嫁妝而形成「交換嫁妝」的制度，就是當哥哥迎娶新娘時，順便把家中的妹妹嫁給新娘的哥哥。
2008年，努乔德·阿里開始了童婚離婚案的先例，因而令世界關注阿拉伯童婚問題。她也因而獲選《魅力》雜誌「2008年年度女性」。著有《我十歲，離婚》一書。

### 節日與假日
| 日期     | 中文名         | 当地名         | 备注             |
| -------- | -------------- | -------------- | ---------------- |
| 1月1日   | 新年           | -              | -                |
| 5月22日  | 统一纪念日     | -              | 庆祝南北也门统一 |
| 9月26日  | 1963革命节     | -              | -                |
| 10月14日 | 国庆日         | -              | -                |
| 11月30日 | 独立日         | -              | -                |
| -        | 宰牲节         | عيد الأضحى     | 伊斯兰历12月10日 |
| -        | 开斋节         | عيد الفطر      | 伊斯兰历10月1日  |
| -        | 伊斯兰日历新年 | -              | 伊斯兰历1月1日   |
| -        | 登霄节         | الليلة المعراج | 伊斯兰历7月17日  |
| -        | 穆罕默德生日   | المولد النبوي  | 伊斯兰历3月12日  |

## 交通
葉門交通高度仰賴公路運輸。空運的部分，萨那、亞丁和里揚有國際機場。海運的部分，亞丁、荷台達和穆哈是重要港口。

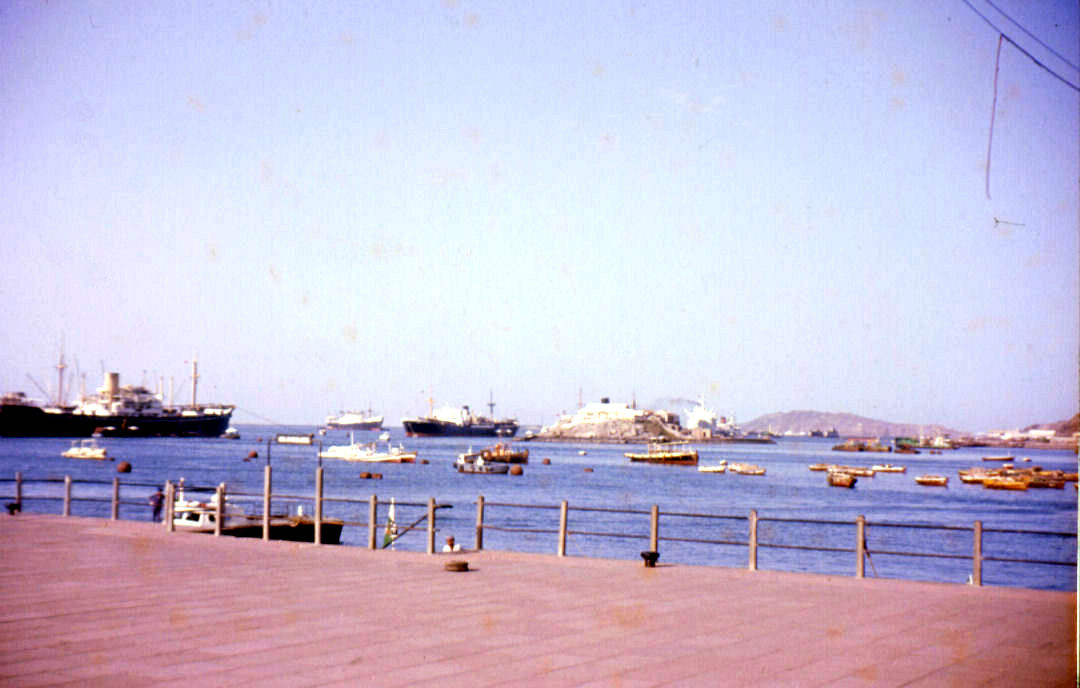
亞丁港

## 備註
1. ↑  也有一說為約455,000平方公里[12]或527,968平方公里[13]